# Río Chepu
Río Chepu är ett vattendrag i Chile.   Det ligger i regionen Región de Los Lagos, i den södra delen av landet, 1 000 km söder om huvudstaden Santiago de Chile.
I omgivningen kring Río Chepu växer i huvudsak blandskog. Området är ganska glesbefolkat, med 29 invånare per kvadratkilometer.